# 报恩祠
报恩祠，又称许氏祠堂，位于安徽省合肥市肥东县众兴乡漕坊村（现属新站区）。祠堂建于清嘉庆年间，坐北朝南、三进七开间，是合肥地区规格最高的祠堂。2018年列入第六批合肥市文物保护单位。